# 南加州大学4.11枪击案
南加州大学4.11枪击案（也称“瞿铭和吴颖谋杀案”）发生于2012年4月11日。两名留學南加州大学的中国研究生在洛杉矶校区一英里外，於他们的二手車宝马内被兩名非裔美國人枪击身亡。媒體對此失實的報導引起強烈反響。美聯社率先誤報遇害學生駕駛「值六萬美金的寶馬車」，之後刪除，但中國門戶網站據此塑造為“炫富”的富二代學生。本案發生在南加州洛杉矶校区坐落于一个臭名昭著的有着大量罪案历史的社区，引起大量对该校区安全的担忧。
非裔美國人Javier Bolden（案发时19岁）和Byran Barnes（案发时20岁）在2014年均被判处终身监禁不得保释。

## 被害學生
瞿铭，吉林省吉林市人，小学在吉林市第一实验小学，初中就读于吉林松花江中学。北京航空航天大学自动化学院信息工程2010届毕业生，2010年赴美国南加州大学读电子工程硕士。父亲瞿万志在吉林市一家保险公司工作，母亲费晓红是一名教师。
吴颖，湖南常德人。父亲吳希勇（大部份媒體誤報為「吳永新」），系1999年部队转业的民警，常德市武陵分局国保大队大队长，妈妈是常德市棉麻公司退休职工，市级单位公务员。一家三口仍居住在常德市下南门水上派出所附近几十平方米的职工宿舍里，父母至今仍没有购买私家车。

## 案發經過
2012年4月11日凌晨1点整，在离南加州校区一英里的雷蒙德大道2700区，学生瞿铭和吴颖在他们停着的宝马2003内被枪杀身亡。在注意到两个男人带着枪接近他们的车时，瞿成功地跑到车外附近的房子并试图砸门（瞿在车内遭到枪击後逃到车外的房子试图求救），但是被槍数次击中头部。吴坐在前面乘客座位上，胸部中一枪而死。枪击发生时，正下着大雨，导致案发地条件艰难。瞿和吴都被送到洛杉矶市中心的加利福尼亚医院医学中心，并在抵院時被宣告死亡。这两位23岁的学生都来自中国，攻读电气工程专业。调查人员相信作案动机可能是劫车或者抢劫。

### 逮捕
警察追踪了一部被凶手从谋杀现场拿走的手机。在2012年5月18日，通过该线索逮捕了20岁的住在南加州大学校区附近的Byran Barnes。第二个嫌疑人，住在棕櫚谷的19岁的Javier Bolden也在那天被逮捕。他们都被指控两项谋杀罪。
Bolden和Barnes被指控另一个与本案不相关的谋杀未遂，该案发生在2011年，在一个洛杉矶南部的聚会上，导致一个女性严重受伤，一个男性瘫痪。警官还怀疑Barnes在2月12日在一个聚会上开了很多枪，打伤了一个20岁的男性。根据检察官的说法，这二人符合可判處死刑的條件。

## 后续影响

### 法律诉讼
Bryan Barnes于2014年2月25日对两项谋杀认罪，被判两次终身监禁，并立即开始服刑不许保释。Barnes也承认了两个足以让他判死刑的特殊情况。Javier Bolden 于2014年10月被法庭认定有罪，并于11月被判终身监禁不得假释。

### 反应
枪击案后的一周，大约有一千人聚集在洛杉矶圣殿剧院哀悼两名受害人。中国驻洛杉矶总领事馆总领事邱绍芳做了如下声明：“中华人民共和国外交部、教育部和洛杉矶总领事馆在悲剧发生后立即行动，致力于和各方一道努力来处理该事件。”洛杉矶市长Antonio Villaraigosa对事件表达了哀悼。

### 批评
美国和英国媒体注意到许多中国网民的关注点在于受害者不必要地炫耀网民们所认为的奢侈品。案件发生之后，每日邮报发表了一篇关注这一现象的匿名文章。文章中指出部分中文新闻媒体对受害者缺少同情，反而关注于受害者的财富。文章中引述两位受害者朋友的声明称“瞿铭和吴颖在他们将近两年的南加州大学求学过程中过着简朴的生活。为了减少生活开支，他们都和自己的室友合租”。
南加州校区周边区域是一个低收入的城镇社区，有着很高的犯罪率记录。 两位学生的父母为谎报校区安全问题起诉该校。 该诉讼被洛杉矶高等法院法官Michael Johnson于2013年驳回。在一份“Causation is an insurmountable issue for the plaintiffs”报告中，Johnson认定杀人和学校自己报告的保护学生的举措之间没有关联。

### 纪念短片
事件发生后，南加州大学校友为该事件先后制作了两部短片，分别为《我们的声音》与《City of Dreams》。前者为记录短片，为澄清媒体错误报道而制作。后者为事件改编的纪念电影短片。该纪念短片于2012年5月筹拍，同年11月在洛杉矶蒙特利公园市AMC电影院上映。

## 引用
1. 1 2  柴靜 2012.
2. 1 2 3  Hentschel, Noel Irwin. . The Huffington Post. 2012-04-19  [2012-05-30]. （原始内容存档于2017-01-12）.
3. 1 2  Gerber, Marisa. . Los Angeles Times. 2014-11-17  [2018-11-05]. （原始内容存档于2014-11-17） （英语）.
4. ↑  . 搜狐滾動. 2012-04-14  [2020-05-18]. （原始内容存档于2020-05-18）. 原刊於东亚经贸新闻.
5. ↑  . 凤凰网资讯. 2012-04-20. 原刊於广州日报.
6. ↑  苍雁. . 中国新闻网. 2012-04-14  [2020-05-18]. （原始内容存档于2012-04-14）.
7. ↑  王北明. . 大紀元時報. 2012-05-20  [2020-05-18]. （原始内容存档于2016-12-24）. 部份內容綜合自潇湘晨报2012-04-13.
8. 1 2  . 搜狐新聞. 2012-04-13  [2020-05-18]. （原始内容存档于2012-04-16）. 原刊於广州日报，廣州日報綜合三湘都市报等稿件.
9. ↑  . CBS News. 2012-04-11  [2012-05-30]. （原始内容存档于2012-11-19）.
10. 1 2  . Dailymail.co.uk. 2012-04-12  [2012-05-30]. （原始内容存档于2021-02-07）.
11. ↑  . CBS News. 2012-05-21  [2012-05-30]. （原始内容存档于2013-11-18）.
12. ↑  . CBS Los Angeles. 2012-05-18  [2012-05-30]. （原始内容存档于2020-11-12）.
13. 1 2  Deutsch, Linda. . Associated Press. 2012-05-22  [2012-05-30].[永久]
14. ↑  . Daily Trojan. 2012-05-22  [2012-05-30]. （原始内容存档于2017-07-06）.
15. ↑  Gallegos, Emma. . laist.com. 2014-02-05  [2018-11-05]. （原始内容存档于2014-03-02） （英语）.
16. ↑  Feldman, Asher. . Daily Trojan. 2012-04-18  [2012-05-30]. （原始内容存档于2020-10-31）.
17. ↑  Wilson, Simone. . LA Weekly. 2012-04-12  [2012-05-30]. （原始内容存档于2012-06-06）.
18. ↑  . New York Times. 2012-05-18  [2012-05-30]. （原始内容存档于2020-12-05）.
19. ↑  CBS Los Angeles "Wrongful Death Lawsuit Against USC Dismissed," February 15, 2013 http://losangeles.cbslocal.com/2013/02/15/wrongful-death-lawsuit-against-usc-dismissed/ （页面存档备份，存于）
20. ↑  abc 7 Eyewitness News, Los Angeles "Judge Sides with USC in Wrongful Death Lawsuit Over Fatally Shot Students," November 13, 2012 http://abc7.com/archive/8884335/ （页面存档备份，存于）
21. ↑  Hernandez, Kristen. . Daily Trojan. 2012-11-13  [2018-11-05]. （原始内容存档于2016-05-02） （英语）.

## 外部連結
圖集
- . 騰訊圖話. 2017-02  [2020-05-18]. （原始内容存档于2017-02-25）.

電視專題報導
- 柴靜. . 中国网络电视台 網站. 2012年5月13日  [2020年5月18日]. （原始内容存档于2020年1月11日）. 該文是2012年5月13日CCTV-1綜合频道看見採訪謄稿，附採訪視頻.
- . 央視網. 2017-02  [2020-05-18]. （原始内容存档于2017-02-25）. 今日说法主持元元採訪中國人民公安大學王大偉教授